# Juan de Borgoña

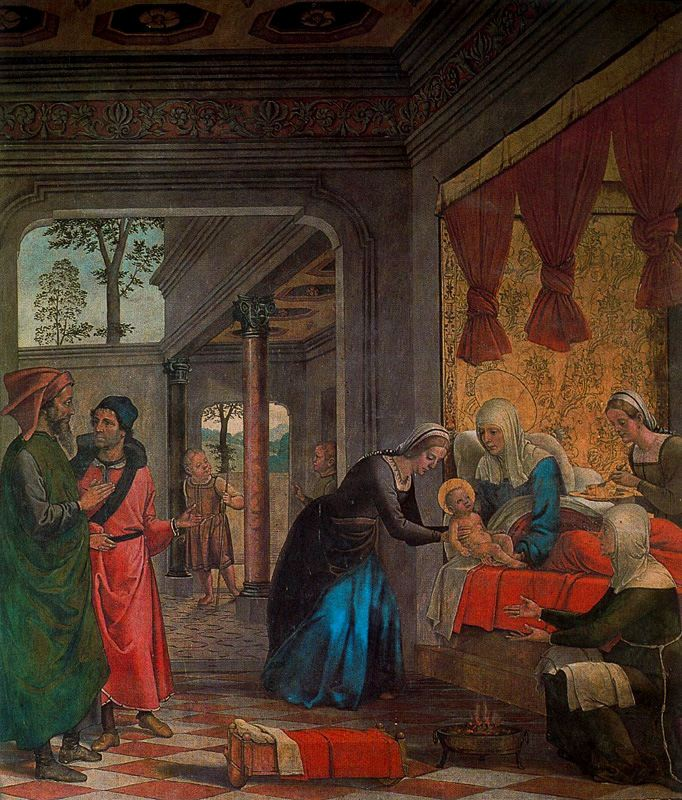
El nacimiento de la Virgen, 1509-1511, Sala Capitular de la catedral de Toledo.

Juan de Borgoña (fl. 1494-1536) fue un pintor del Renacimiento, introductor de las formas del «Quattrocento» italiano en Castilla. 
No debe ser confundido con el pintor Joan de Burgunya o Borgunya, también conocido como Maestro de San Félix, activo en Cataluña entre 1510 y 1525.

## Biografía
De Juan de Borgoña no se tienen noticias previas a su aparición en Toledo en 1495 como pintor al servicio de su catedral. Por su nombre se le supone una posible procedencia francesa, que cabría advertir también en algunos rasgos nórdicos o flamencos de su pintura. La influencia dominante en ella es, sin embargo, la cuatrocentista toscana lo que, junto con la presumida utilización de la técnica de pintura al fresco y el dominio de la perspectiva lineal, obligan a pensar en una estancia en Italia anterior a su instalación definitiva en España, en contacto probablemente con Domenico Ghirlandaio en cuyo taller supuso Chandler R. Post que pudo formarse y trabajar hasta la muerte del maestro en 1494, fecha coincidente con la de aparición de Borgoña en Toledo. La influencia de Ghirlandaio y la pintura toscana, con todo, no sería la única y quizá tampoco la decisiva, siendo posible que se formase en la Roma del papa Sixto IV, en la que se dieron cita Ghirlandaio y Antoniazzo Romano pintando en la Biblioteca Apostólica y la Capilla Sixtina con Perugino, Signorelli o Melozzo da Forli, de quien, junto con Piero della Francesca, pudo tomar el interés por la luz.
La primera noticia documentada de su trabajo es de 1495, cuando aparece trabajando en colaboración con Pedro Berruguete en el claustro de la catedral de Toledo, en calidad de «frescante», una técnica poco usada en Castilla, ocupado en la pintura de una Visitación no conservada, en la que debía de haber empezado a trabajar poco antes. Entre 1495 y 1499 continuó trabajando en el claustro catedralicio, el «jardín aposentamiento de Su Señoría [Cisneros] en Toledo», el oratorio del cardenal y la escalera principal del palacio episcopal, pinturas puramente decorativas con letreros y florones de las que él mismo redactó un memorial y tasación destinado al cardenal Cisneros. Además, y siempre con el patrocinio de Cisneros, en 1498 pintó con Luis de Medina y Alonso Sánchez el «teatro de la universidad de Alcalá». Bien establecido, el 28 de diciembre de 1498 contrajo matrimonio en Toledo con Quiteria Fernández. En estos años tomó también una participación menor en la policromía del banco del retablo mayor catedralicio y en 1503 con Francisco de Amberes y otros contrató por un millón de maravedíes la policromía del conjunto. Al mismo tiempo, hacia 1500, se encargó del casi totalmente perdido retablo de la colegiata de Talavera de la Reina y en 1504 rechazó encargarse del retablo de la Universidad de Salamanca que acabaría contratando Juan de Flandes. Letizia Gaeta, siguiendo a Post, sitúa en este momento un supuesto segundo viaje a Italia, en el que habría tenido como destino Lombardía y recibido la influencia flamenquizante de raíz francesa que se observa en algunas de sus obras. En cualquier caso, y de haber hecho ese viaje, estaba de vuelta en Castilla en abril de 1506 cuando Juan de Ulloa, patrono del monasterio de San Ildefonso de Toro, se dirigió a él recordándole que se había comprometido a dar cierta obra de pintura con la que «acrecentar» lo hecho por Pedro Berruguete en el retablo mayor de dicho monasterio; un trabajo, no obstante, que se desconoce en qué pudo consistir y si lo llegó a realizar.

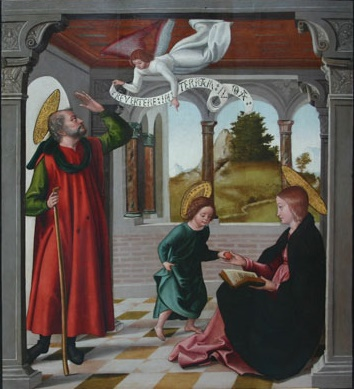
Aparición del ángel a san José (Sagrada Familia), óleo sobre tabla, retablo de Carboneras de Guadazaón, Museo Diocesano en Cuenca.

La renuncia a ocuparse del retablo salmantino se puede explicar por la existencia de importantes trabajos de pintura en Toledo y localidades próximas, como Alcaraz, algunos de los cuales podría tener ya comprometidos Borgoña en esas fechas. En torno a 1502, año de conclusión de las obras de la capilla, se pintó el retablo de la Concepción de la catedral toledana, fundación del canónigo Juan de Salcedo, cuyas nueve tablas fueron atribuidas por Diego Angulo a Juan de Borgoña. El amplio desarrollo de los fondos dorados, tratados a la manera de telas de brocado cerrando el espacio, revelan sin embargo la fuerza de la tradición gótica castellana, lo que ha hecho dudar de la autoría. De fecha próxima ha de ser el retablo de la Epifanía en su capilla de la catedral de Toledo, fundación de Luis Daza, capellán mayor de Enrique IV, fallecido en 1504. En este caso hay documentos de un censo que vinculan al pintor con la obra de la capilla. De carácter más monumental, con solo tres asuntos historiados —Epifanía y Calvario en la calle central y el Santo Entierro en el banco— y dos parejas de santos en las calles laterales, la presencia de oros en los fondos es aquí mayor incluso que en el retablo de la Concepción, pero San Pedro y San Pablo en el cuerpo superior se disponen en hornacinas cubiertas con veneras de gusto renacentista. También han de corresponder a un momento temprano por la presencia de fondos de brocado tomados de Berruguete las tablas del retablo de Carboneras de Guadazaón, desmontadas y conservadas en el Museo Diocesano de Cuenca. Restauradas en 2009, se ha observado en ellas la participación del taller en detalles. En la composición, la presencia de brocados deja ya amplio sitio a los paisajes y las arquitecturas clásicas organizadoras del espacio, como se observa en la escena del ángel apareciéndose a san José con la orden de dejar Egipto para volver a Nazaret, con una cinta en las manos en la que se lee «Revertere in terram Iuda». Enmarcada por dos pilastras situadas en primer término, esquema compositivo que el mismo Borgoña repetirá en los murales de la Sala Capitular de la catedral toledana, la escena discurre en una galería de columnas marmóreas y arcos de medio punto abierta a un paisaje como se encuentra también, más elaborada, en la posterior Anunciación del retablo mayor de la catedral de Ávila.
Por la visita a la iglesia parroquial de la Santísima Trinidad de Alcaraz, con fecha 15 de enero de 1508, se tiene noticia de diversos pagos a Juan de Borgoña por la pintura de las tablas de su retablo mayor. Como del primero de esos pagos, por valor de dos mil cuarenta y seis maravedíes, se encargó un tal Juan de Ribera, que fue mayordomo del templo en 1502 y 1503, parece probable que el contrato datase de esos años, aunque las pinturas —en las que Borgoña trabajó junto con otros pintores y un mozo suyo, al que también se entregaron ciertas cantidades— no debieron de estar terminadas antes de 1509, fecha del último de los pagos. Consideradas perdidas cuando el historiador local Aurelio Pretel dio a conocer en 1999 la documentación relativa a dicho encargo conservada en el Archivo Diocesano de Albacete, en 2020 se descubrió que en realidad las ocho tablas de Juan de Borgoña y su taller permanecían en el mismo lugar para el que fueron pintadas, aunque habían quedado ocultas bajo una capa de yeso sobre la que en el siglo XVIII se hicieron nuevas pinturas barrocas de escasa calidad. Limpiadas y restauradas en 2022, sus asuntos forman un ciclo de la vida de la Virgen —Anunciación, Natividad, La adoración de los Reyes Magos, La presentación en el templo, La huida a Egipto y Jesús entre los doctores— más el Llanto sobre Cristo muerto y La misa de san Gregorio, originalmente integradas en un retablo con una veintena de esculturas atribuidas a Diego Copín de Holanda. Pintadas al temple con acabados al óleo, como en las tablas de Carboneras de Guadazaón los fondos dorados de brocados alternan con los paisajes y en el dibujo claro y reposado de raíz toscana se encuentran rasgos característicos de la producción del artista, como el gesto del pastor al que el ángel anuncia el nacimiento de Cristo de hacerse sombra colocando la mano sobre los ojos.
Junto con las recuperadas pinturas de Alcaraz, las primeras obras de datación segura conservadas son las que realizó en 1508 para el retablo mayor de la catedral de Ávila. Dejado sin acabar por Pedro Berruguete, fallecido en 1503, fue continuado por un enigmático pintor de nombre Santa Cruz, de quien se sabe que trabajaba en él en febrero de 1507 y a quien se atribuyen las tablas de la Resurrección, el Calvario y la Epifanía, y fue completado por Juan de Borgoña según el contrato firmado por el artista el 23 de marzo de 1508 por el que se obligaba a

acabar e reparar e poner en perfeçion los tableros que Berruguete pintor e Santa Cruz que dios aya pintaron e de dar en perfeçion limpios e muy bien acabados.

Las tablas de Borgoña en este retablo son las seis de las entrecalles con un apóstol en cada una y cinco de sus historias mayores: la Transfiguración de la calle central y las tablas de la Anunciación, Natividad, Presentación en el templo y Descenso al Limbo de las calles laterales. En ellas se encuentra plenamente formado ya el estilo de sus mejores obras toledanas, evidenciando al tiempo la formación italiana y su interés por la figura humana, incluso desnuda (Descenso al Limbo).

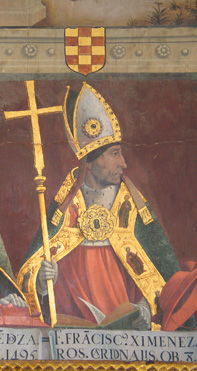
Francisco Jiménez de Cisneros, murales, catedral de Toledo, Sala Capitular.

Su trabajo en la Sala Capitular de la catedral de Toledo comienza el 5 de junio de 1508 con la tasación de las labores de policromía del artesonado de las que se habían encargado Luis de Medina, Diego López y Alonso Sánchez. Solo unos días después cobró de la catedral por un viaje que hizo para encontrarse con Cisneros, «para informar a su Señoría de la pintura del cabildo hecha, y ver lo que mandaba de lo que está por hacer». El apoyo del cardenal Cisneros, que le encargará algunas de las obras más importantes en lo pictórico de la catedral de Toledo, resultó decisivo para la consolidación de su arte, más avanzado que el practicado por Pedro Berruguete y su entorno en Castilla. A juzgar por las cláusulas de su testamento relativas al luto, es muy posible por otra parte que Borgoña sintonizase con los postulados espirituales del cardenal, de los que se habría hecho intérprete en los sucesivos encargos catedralicios: decoraciones de la Sala Capitular y su zaguán (1508-1511), Capilla Mozárabe (1514) y librería catedralicia (1519), de la que nada se conserva. El encargo para la pintura de esta última, «conforme a las condiciones que hizo Pedro Gumiel», se fecha el 16 de febrero de 1516 y el último pago de los cien mil maravedíes en que se tasó por Antonio de Comontes y Juan de Villoldo el 22 de octubre de 1519.
La paralización de las obras catedralicias a la muerte de Cisneros (1517) obligó a Juan de Borgoña a buscar nuevos clientes, atendiendo a sus demandas con un número cada vez mayor de ayudantes, lo que daría origen a una escuela de pintura toledana que se extiende por las dos Castillas y alcanza hasta bien avanzada la segunda mitad del siglo XVI. Ya en mayo de 1518 dio acabadas las pinturas del retablo mayor de la parroquial de Camarena (in situ), dedicado a san Juan Bautista, al que seguirán los dos contratados con Copín de Holanda para la iglesia de Villa del Prado (Madrid), en los que trabajó de 1518 a 1523 y por los que cobró en total 80 750 maravedíes, desaparecidos ya en 1704, el también desaparecido de la iglesia de Parla, contratado en 1522, los retablos del monasterio de San Juan de la Penitencia de Toledo, en los que trabajó por encargo del obispo de Ávila Francisco Ruiz, limitando su intervención aquí a los de la capilla del obispo (destruidos en 1936 durante la guerra civil), el del monasterio de San Miguel de los Ángeles de Toledo, contratado en 1531, actualmente en la catedral de la Almudena de Madrid, con amplia participación del taller, el primitivo de la colegiata de Pastrana, del que se conserva alguna tabla en su Museo de Tapices, y el retablo de la parroquial de Cuerva, perdido, en el que trabajaba en 1536.
Por la información contenida en su testamento, fechado el 11 de septiembre de 1536, consta que de su primer matrimonio con Quiteria Fernández había tenido tres hijos: Luis, licenciado, con estudios en Salamanca, Alcalá y Toledo, Águeda de los Ángeles, monja, y Juan, pintor, a quien entregaba los útiles de pintura y encomendaba la tarea de terminar las obras que dejaba inacabadas y que eran los desaparecidos retablos de Escalona y Cuerva. Tras enviudar, en febrero de 1514, contrajo segundas nupcias con Inés de Torquemada, viuda y madre de una hija. El matrimonio tuvo otros seis hijos de los que al menos uno, Gaspar, siguió el oficio paterno aunque no ha sido posible documentar obras a su nombre. Disfrutaba de una posición económica desahogada. El número de sus discípulos y colaboradores o seguidores directos es muy grande, como cabría suponer por el elevado número de contratos, contándose entre los más cercanos Juan Correa de Vivar, Juan de Villoldo, Pedro de Cisneros, Antonio de Comontes, Lorenzo de Ávila y su propio hijo, Juan de Borgoña el Joven.

## Obra

### Pinturas murales de la Sala Capitular

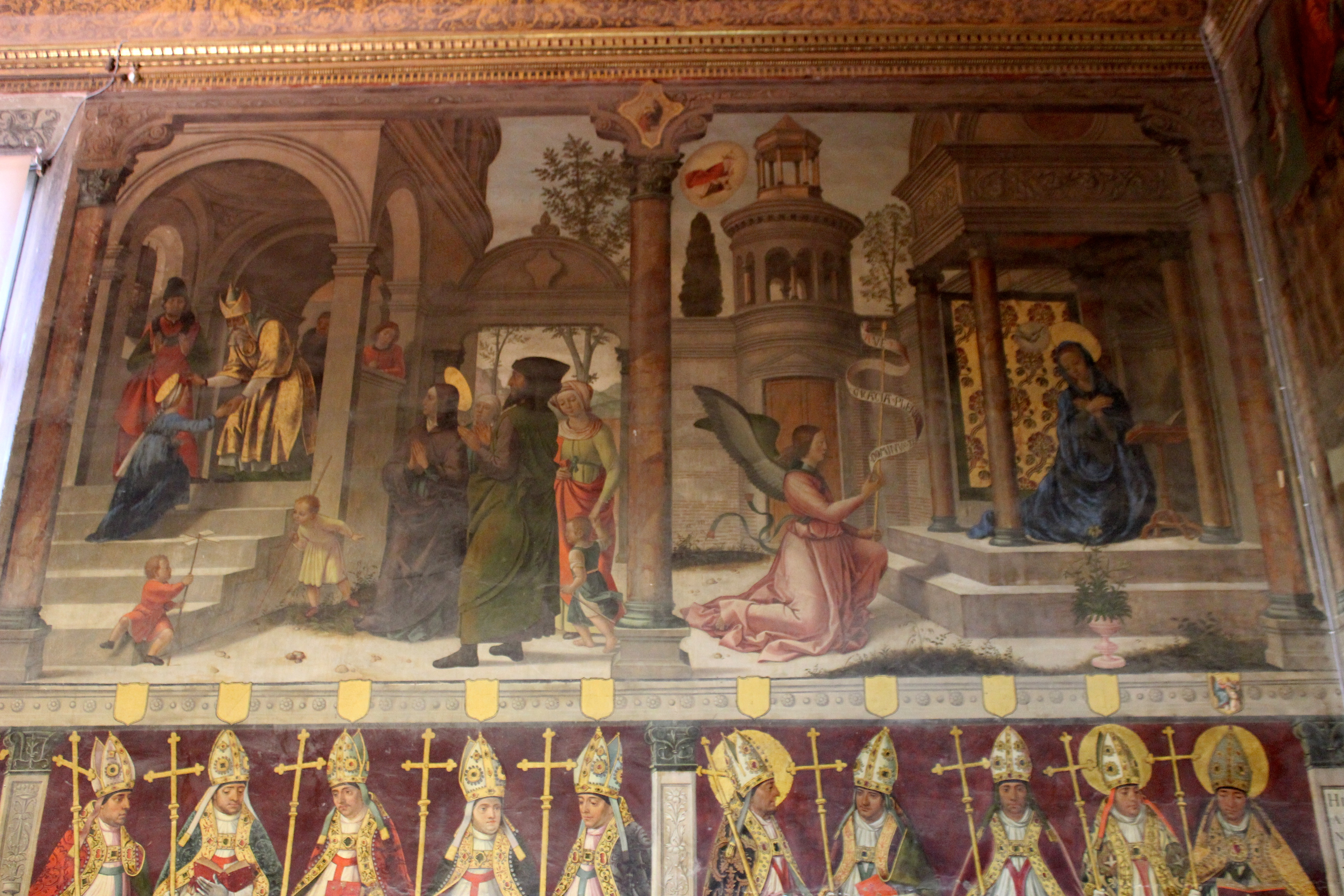
Murales de la Sala Capitular de la catedral de Toledo: La presentación de la Virgen en el Templo y la Anunciación, 1508-1511.

Bajo el artesonado mudéjar de la sala, con la pluralidad de lenguajes artísticos que caracteriza al clasicismo hispano, Borgoña supo crear un ambiente plenamente renacentista merced a la aparente apertura de sus muros por medio de arquitecturas fingidas y amplios paisajes de claros colores italianos, recreando en sus pinturas al óleo sobre el muro de yeso el aspecto de un studiolo quattrocentista, aspecto que aún se ve reforzado por la galería de retratos de los prelados toledanos situada bajo los compartimentos historiados, al modo de una galería de Uomini illustri. Los pagos a Borgoña, «por lo que ha pintado en la Sala Capitular», se extienden desde junio de 1508 a noviembre de 1511, cobrando a razón de once mil maravedíes por cada una de las quince historias de que consta.
Ya en la antesala o zaguán, en la que trabajaron bajo su dirección Luis de Medina, Alonso Sánchez y Diego López, colaboradores de Borgoña al menos desde 1498, cubrió los muros con fingidas arquitecturas y paisajes vacíos, sirviendo de marco a una serie de jarrones de flores que se anticipan a la aparición del bodegón aislado, manifestando un gusto por lo decorativo enteramente italiano.
En la sala capitular propiamente dicha, esos espacios ficticios sirven de marco al relato narrativo que va del Abrazo en la Puerta Dorada, en el que se prefigura la Inmaculada concepción, al Juicio Final, situado a los pies de la sala, separando cada escena por medio de columnas corintias soportando zapatas, excepto las del relato de la Pasión de la cabecera, unificadas por el paisaje de gusto flamenco. La influencia fundamental es la de Ghirlandaio y sus frescos para Santa María Novella, cuyo esquema de organización sigue, con una claridad y un interés por la luz mayores de lo que se encuentra en Ghirlandaio y que podría deberse a influencia de Piero della Francesca y Cosimo Rosselli. La arquitectura juega un papel primordial en la organización de las composiciones, tanto en la creación de espacios exteriores como en los interiores, nunca completamente cerrados (Nacimiento de la Virgen). Sirviéndose de un lenguaje ecléctico, en el que caben elementos góticos como los empleados para dar forma al Templo de Jerusalén en la escena de la Purificación de María, en su conjunto son los motivos arquitectónicos vitrubianos los dominantes. Pero las arquitecturas, en este caso, actúan como marco para la figura humana, que es la auténtica protagonista de los murales, incluso desnuda (Juicio Final), y que va a ser destacada por la utilización de la luz y el color, con los que dota de volumen y monumentalidad a cada una de las figuras que en número reducido ocupan los distintos encasamentos.

### Capilla Mozárabe

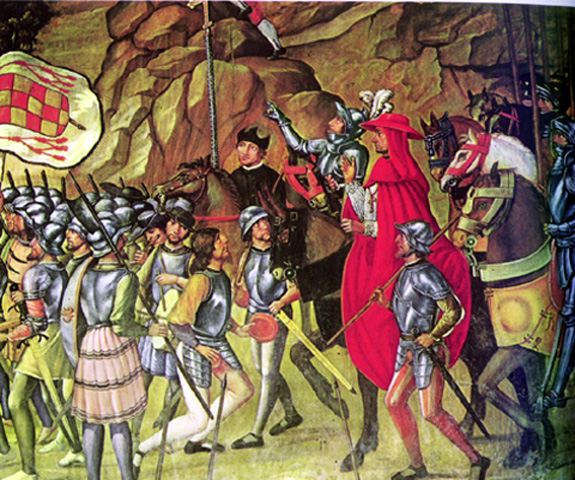
La conquista de Orán (detalle), 1514; capilla mozárabe, catedral de Toledo.

De distinto orden son las pinturas de la capilla Mozárabe, reducto de la primitiva liturgia hispánica. Las pinturas de sus paredes, dos rectangulares y una rematada en medio punto y de grandes proporciones, fueron encargadas por el cardenal Cisneros en 1514, cinco años después de la campaña contra la «secta mahometana» culminada con la conquista de Orán, en la que el cardenal había tomado parte activa. Tras el desembarco de Cisneros en Mazalquivir, precedido de un rápido viaje favorecido por el viento, en el que se advirtieron ya signos providenciales, se representa la toma de la ciudad, con la presencia de Cisneros en la distancia, a lomos de una mula, y su regreso con algunos cautivos moriscos. En ellas Borgoña relata esa campaña con un conciso sentido narrativo, destacando el papel de Cisneros sin concesiones a la alegoría. Se trata, pues, de una de las primeras ocasiones en España en la que un suceso histórico sirve de soporte a un programa pictórico, resuelto además por Juan de Borgoña con un convincente tratamiento naturalista aunque, forzado por el carácter de la narración, eleve convencionalmente las líneas del horizonte para dar cabida a un mayor número de figuras en cada escena, en detrimento de la claridad.
Lo que explica su inclusión en el recinto de una capilla es el sentido providencialista y mesiánico del que Cisneros dotó a la campaña militar, destinada a volver a «reunir el rebaño en torno a un solo pastor», una aspiración a la que Cisneros llegó desde profundas convicciones humanistas y cristianas, las mismas convicciones que le habían llevado a reunir en un espacio común artesonados mudéjares y novedades italianizantes.

### Obras no documentadas

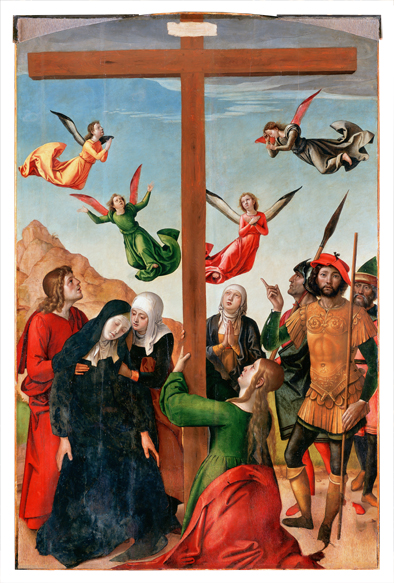
Cruz en el Calvario, temple sobre tabla, 205 x 124 cm, Madrid, Universidad Complutense.

Con Juan de Borgoña se han relacionado, además de las ya citadas, algunas obras no documentadas y en algún caso de origen incierto, pero varias de ellas de excelente calidad. Entre estas el Tríptico de la Cena de la sacristía de la catedral toledana, donado por Alonso de Salcedo según consta por una inscripción en el marco del mismo tríptico, en el que el motivo principal de la última cena se localiza en un espacio arquitectónico semejante al del Nacimiento de la Virgen de la Sala Capitular y pudo pintarse en fecha próxima.
Todavía en vida del cardenal Cisneros y por encargo suyo, dada la probable procedencia de su fundación alcalaína, podría haber pintado la Cruz en el Calvario de la Universidad Complutense, obra de poco común iconografía y recuerdos flamencos, atribuida a Borgoña por Alfonso E. Pérez Sánchez. La armadura del soldado se encuentra también, menos detallada, en el San Miguel, con santa Catalina y san Lucas de la colección Abelló de Madrid, pintura sobre tabla pasada a lienzo que podría proceder del convento toledano de San Miguel de los Ángeles, del que era superiora Catalina de Toro. Los retablos de la iglesia del Colegio de San Ildefonso de Alcalá de Henares debieron de labrarse en 1513 según la documentación existente, con las condiciones dadas por Pedro Gumiel y el compromiso para labrarlos del yesero Sancho Díaz, vecino de Sahagún. Según Roberto González, Juan de Borgoña habría cobrado en 1510 por la pintura del retablo mayor y los colaterales, uno de los cuales pudo estar ocupado por la pintura de la Imposición de la Casulla a San Ildefonso del Meadows Museum de Dallas, si fuese el descrito por John Milton Hay en 1869 en la capilla mayor de la iglesia de San Ildefonso, en el que el rostro del santo toledano correspondería a los rasgos faciales del mismo Cisneros. El aspecto del retablo mayor se conoce por una litografía abierta sobre dibujo de Genaro Pérez de Villaamil, en el que con alguna dificultad se aprecia la presencia del Calvario de la Universidad Complutense en uno de los colaterales del arco de embocadura de la capilla mayor, con un Crucificado de escultura ante él.
En 1518 un Juan de Hurtado encargó un retablo de escultura y pintura a Juan de Borgoña y Juan de Trujillo con destino al convento de Santo Domingo el Real de Madrid. De él podrían proceder dos tablas que aparentan ser los laterales de un Calvario con santos dominicos al que falta la Cruz, posiblemente de escultura a la que las tablas servirían de fondo. En la tabla de la izquierda, por la disposición de las figuras y la dirección de sus miradas, propiedad del Museo del Louvre, se encuentran dos Marías con la Virgen, san Juan Evangelista y santo Domingo de Guzmán algo retrasado; la Virgen, desmayada pero en pie, de riguroso luto, contrasta el negro de su vestimenta con el rojo del vestido de san Juan. Del mismo modo, en la tabla derecha, propiedad del Museo del Prado, la roja capa de la Magdalena arrodillada destaca ante los hábitos negros y blancos de los santos dominicos Pedro Mártir, Catalina de Siena y la beata Margarita de Hungría, contraste de color que podría corresponder a una etapa avanzada en la producción del pintor. Muy significativa también, dentro de la obra más avanzada de Juan de Borgoña, es la ya citada Imposición de la casulla a san Ildefonso del Meadows Museum de Dallas. Por sus dimensiones, 240 x 200 cm, es probable que estuviese destinada a presidir un retablo que no ha podido ser inequívocamente identificado. Aunque muy semejante en cuanto a la composición al modo como había tratado este mismo asunto en los murales de la Sala Capitular, en la nueva versión cambia el marco arquitectónico, un templete ochavado de aire renacentista soportado por columnas pareadas en lugar del pórtico de fantasiosas tracerías góticas de la versión toledana, y cambia la relación entre ese mismo marco y las figuras, ahora mayores, dotando así a la pintura de mayor monumentalidad.